# Pseudoperma chalcogramma
Pseudoperma chalcogramma är en skalbaggsart som först beskrevs av Bates 1887.  Pseudoperma chalcogramma ingår i släktet Pseudoperma och familjen långhorningar. Inga underarter finns listade i Catalogue of Life.